# Johann Gottfried Bremser
Johann Gottfried Bremser est un médecin et un parasitologiste autrichien, né le 19 août 1767 à Wertheim et mort le 21 août 1827 à Vienne.

## Biographie
Il étudie la zoologie à Iéna où il est diplômé en 1792. Il commence alors à étudier la médecine à Vienne. En 1806, il commence à travailler au Muséum de Vienne où il devient conservateur en 1811. En 1815, il séjourne à Paris pour continuer ses recherches.

## Œuvres
Outre ses travaux sur les parasites, il est l’auteur de l’un des premiers traités d’helminthologie, Bremser fait paraître diverses publications sur la scarlatine, la vaccine et la rougeole.
- Traité sur les vers intestinaux (1824)

## Source
- David Ian Grove (2000). A History of human helminthology, Red-e2.com (Adélaïde, Australie) : 815 p.  (ISBN 1-876809-08-6)